# Lacerna arachnoides
Lacerna arachnoides är en mossdjursart som först beskrevs av William MacGillivray 1883.  Lacerna arachnoides ingår i släktet Lacerna och familjen Lacernidae. Inga underarter finns listade i Catalogue of Life.